# 에르되시-보어와인 상수
에르되시-보와인 상수(Erdős–Borwein constant)는 이를 처음 만든 수학자 에르되시 팔과 피터 보와인의 이름을 따서 지어졌다.
{\displaystyle E=\sum _{n=1}^{\infty }{{1} \over {2^{n}-1}}\approx 1.606695152415291763\dots }
이것은 메르센 수의 역 수열의 합을 취한것과 같다.
지수 {\displaystyle n}에 대한 메르센 수 {\displaystyle M_{n}=2^{n}-1}
{\displaystyle E=\sum _{n=1}^{\infty }{{1} \over {2^{n}-1}}}
{\displaystyle \;\;=\sum _{n=1}^{\infty }{{1} \over {2^{n^{2}}}}{{2^{n}+1} \over {2^{n}-1}}}
{\displaystyle \;\;=\sum _{m=1}^{\infty }\sum _{n=1}^{\infty }{{1} \over {2^{mn}}}}
{\displaystyle \;\;=1+\sum _{n=1}^{\infty }{{1} \over {2^{n}(2^{n}-1)}}}
{\displaystyle \;\;=\sum _{n=1}^{\infty }{{\sigma _{0}(n)} \over {2^{n}}}\qquad \qquad \left(\sigma _{0}(n)=d(n)\;\;,\sum _{d\mid n}d^{a}=\sigma _{a}(n)\right)}은 약수 함수
{\displaystyle \;\;=1-{{\psi _{1 \over 2}(1)} \over {ln}}\qquad \qquad \left(\psi _{q}^{(n)}(z)={{\partial ^{n}\psi _{q}(z)} \over {\partial z^{n}}}\right)}는 큐-폴리감마 함수
{\displaystyle \;\;=1.606695152415291763\cdots }
1948년, 에르되시는 에르되시-보와인 상수 E가 무리수임을 보였다. 이후에 보와인이 이를 다르게 증명하여 제시하였다.

## 같이 보기
- 수학 상수
- 감마 함수
- 큐-아날로그